# 회전문

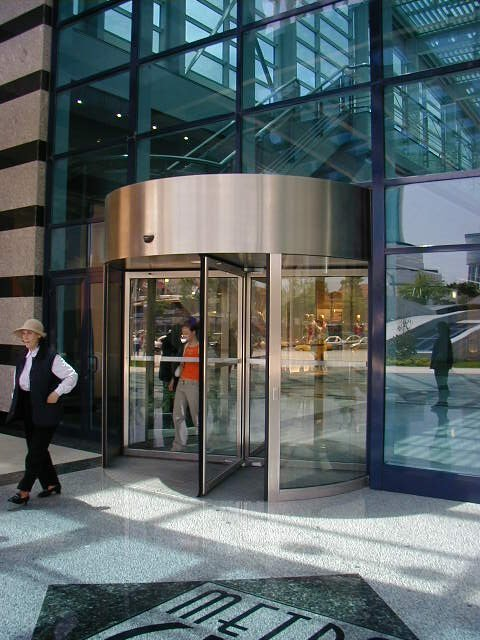
터키의 회전문

회전문(回轉門, 영어: revolving door)은 문의 일종이다. 회전축을 중심으로 두 개에서 네 개의 문을 방사상으로 설치하고, 문 내에서 회전함으로써 실내와 실외의 차단을 유지한 채 출입을 실현한다. 에어컨 효과를 높이기 위해 대형 상업 시설과 초고층 빌딩에 도입되는 경우가 많다. 안전상의 이유로 회전문 옆에는 반드시 미닫이문을 설치해야 한다.

## 역사
1881년 12월 22일 베를린의 H. Bockhacker에 "통풍 없는 문"(Tür ohne Luftzug)이라는 이름의 독일 특허 DE18349가 부여되었다.

## 같이 보기
- 파터노스터
- 개집표기